# Stare Borne
Stare Borne – osada w Polsce położona w województwie zachodniopomorskim, w powiecie koszalińskim, w gminie Bobolice przy drodze wojewódzkiej 168.
W latach 1975–1998 miejscowość położona była w województwie koszalińskim.
Od 2011 Stare Borne jest miejscowością sołecką.